# قادي محلة (هرازبي الجنوبي)
قادي محلة (بالفارسية: قادی‌محله) هي قرية تقع في إيران في قسم هرازبي الجنوبی الريفي. يقدر عدد سكانها بـ 698 نسمة .